# Your Love Is a Lie
Your Love Is a Lie – drugi singel kanadyjskiej grupy punk-rockowej Simple Plan pochodzący z ich trzeciej płyty Simple Plan. Singel ukazał się 19 kwietnia 2008.

## Lista utworów
1. „Your Love Is a Lie” (Explicit Album Version)
2. „Time to Say Goodbye” (Live in Germany)
3. „Your Love Is a Lie” (Live in New York City)